# 1082 Pirola
Pirola (asteróide 1082) é um asteróide da cintura principal com um diâmetro de 43,01 quilómetros, a 2,5570182 UA. Possui uma excentricidade de 0,1808789 e um período orbital de 2 014,54 dias (5,52 anos).
Pirola tem uma velocidade orbital média de 16,85776061 km/s e uma inclinação de 1,85016º.
Esse asteróide foi descoberto em 28 de Outubro de 1927 por Karl Reinmuth.